# Ley Antiforestal
La Ley que modifica la ley 29763, ley forestal y de fauna silvestre, y aprueba disposiciones complementarias orientadas a promover la zonificación forestal o Ley n.º 31973, conocida por sus críticos como la Ley Antiforestal, y en algunos sectores conocida como la ley Soto-Cerrón, es una legislación peruana aprobada por el Congreso de la República el 10 de enero de 2024 y publicada en el diario oficial El Peruano el 11 de enero de 2024. Esta ley hace modificaciones a dos artículos de la Ley forestal y de fauna silvestre del 22 de julio de 2011. Esta normativa excluye al Ministerio del Ambiente en el proceso de zonificación forestal y la clasificación del espacio solo se realiza con base en la capacidad de uso mayor del suelo. Asimismo, las modificatorias posibilitan el cambio de uso de tierras sin necesidad de autorización de zonificación forestal, lo que anteriormente era esencial para determinar las áreas aptas para actividades agropecuarias y preservar el patrimonio forestal. El Tribunal Constitucional (TC) ha declarado que las primeras dos disposiciones transitorias de la normas son inconstitucionales.
Antes de su aprobación por el Congreso, como proyecto de Ley, fue rechazado y declarado no viable por la Oficina General de Asesoría Jurídica de la Presidencia del Consejo de Ministros (PCM), el Ministerio del Ambiente (MINAM), el Ministerio de Desarrollo Agrario y Riego (MIDAGRI) y el Servicio Nacional Forestal y de Fauna Silvestre (SERFOR).
Desde su publicación, 109 federaciones indígenas y 2439 comunidades nativas, gobiernos regionales, gobiernos autónomos territoriales, colectivos e instituciones ambientalistas, científicos, titulares de la Fiscalía Especializada en Materia Ambiental, colegios profesionales, el cardenal Pedro Barreto, el especialista ambiental e ingeniero agrónomo Marc Dourojeanni, exministros y embajadas han criticado la ley, han solicitado que el Estado derogue la ley y se han organizado marchas y plantones solicitando su derogación. Las principales críticas a las modificatorias de la Ley n.° 31973 son las siguientes:
- Facilita la apropiación de tierras sin control ya que la norma suspende la zonificación forestal como requisito previo para otorgar títulos habilitantes[17]
- Pese a afectar sus territorios, la modificatoria no fue consultada con pueblos indígenas[18]
- Promueven la conflictividad y las actividades delictivas[19]
- Alienta la deforestación y degradación de los bosques de la Amazonía[19]
- Pone en riesgo los medios de vida de las familias agricultoras en la Amazonía[20]
- Amenaza las exportaciones peruanas de productos como café y cacao[19]
- Fomenta la impunidad al beneficiar a compañías y agrupaciones religiosas que enfrentan procesos judiciales y sancionadores por delito de deforestación masiva[12]

La ley también puede afectar los tratados y acuerdos firmados por Perú como el Acuerdo de París, el Tratado de Libre Comercio entre Perú y Estados Unidos, y el Acuerdo Comercial con la Unión Europea ya que se han establecido normas que impiden ingresar productos agrícolas que no provengan de tierras que tengan cero deforestaciones.

## Contexto
La deforestación en Perú es el proceso de destrucción o agotamiento de la superficie forestal de los bosques de Perú. Perú tenía a 2013 más de un 50% de su superficie cubierta por bosques, de las cuales una parte importante corresponden a la Amazonía peruana. De acuerdo al Ministerio del Ambiente de Perú, entre el 2001 y el 2018 se perdieron 2.2 millones de hectáreas de bosques, principalmente en las regiones amazónicas de Loreto, San Martín y Ucayali.Según Global Forest Watch, esto implicó una disminución del 3,1% en este período del área total de bosque primario húmedo.En el 2014, según el Mapa Amazonía Peruana, el 25% de las hectáreas deforestadas se registraron en territorios indígenas y áreas naturales protegidas.En el 2020, se perdieron más de 200 000 hectáreas de bosque amazónico.
La deforestación y la degradación de los bosques contribuyen a la reducción de la capacidad natural de los ecosistemas en capturar el carbono en la atmósfera. La deforestación representa la principal fuente de emisiones de gases de efecto invernadero del país. En 2012, generó 79.772 Gg de CO2 eq.

## Historia

### No viabilidad
En julio de 2022 la Oficina General de Asesoría Jurídica de la Presidencia del Consejo de Ministros (PCM) había establecido que la autógrafa de la Ley n.º 31973 no era viable. La oficina de la PCM alertó en el documento emitido sobre «una serie de inconsistencias de esa iniciativa y los graves impactos para los bosques, como la masiva deforestación y la afectación de recursos forestales y de fauna silvestre».
El 14 de julio de 2022 el Ministerio del Ambiente (MINAM) realizó un pronunciamiento en el que reitera su oposición al texto sustitutorio por poner «en riesgo el patrimonio forestal y la diversidad biológica de nuestro país».
El 27 de agosto de 2022 el Ministerio de Desarrollo Agrario y Riego (MIDAGRI) hizo un comunicado rechazando la aprobación de la ley a través de su cuenta en Twitter:

La modificación a la Ley 29763, que pretende el @congresoperu, desnaturaliza la Ley Forestal y de Fauna Silvestre y atenta contra la Constitución Política del Perú. El MIDAGRI rechaza la aprobación por insistencia que realizaría el Parlamento, pues atenta contra nuestros bosques.

El 20 de enero de 2023, el Servicio Nacional Forestal y de Fauna Silvestre (SERFOR) emitió un informe que también establecía la no viabilidad de la propuesta de modificación de la Ley Forestal y de Fauna Silvestre.
En marzo de 2023, la propuesta fue impulsada por insistencia en el Pleno y en esa oportunidad, el proyecto se archivó al no alcanzar los votos necesarios. No obstante, otros dos congresistas —Nilza Chacón Trujillo (Fuerza Popular) y Elvis Vergara Mendoza (Acción Popular)— presentaron solicitudes de reconsideración.

### Aprobación por insistencia
El dictamen de la ley n.º 31973 que modificaba la Ley forestal y de fauna silvestre fue aprobado por insistencia el 14 de diciembre de 2023 por el Congreso de la República a través de una votación con 70 votos a favor, 35 votos en contra y 5 abstenciones. El debate y votación sobre esta ley no estuvo en la agenda programada para los días 13, 14 y 15 de diciembre del Pleno del Congreso. La Junta de Portavoces compuesta por la Mesa Directiva y por un Portavoz por cada Grupo Parlamentario, aprobó esa reconsideración a último minuto.
Ante esto, las congresistas Ruth Luque y Susel Paredes presentaron dos pedidos de reconsideración que fueron admitidos a trámite por el Parlamento.
La Sociedad Peruana de Derecho Ambiental (SPDA) a través de un pronunciamiento y un informe legal publicados el 15 de diciembre de 2023 advirtió «que la norma legislativa que modifica la Ley Forestal promueve y legaliza la deforestación y degradación de los bosques, y pone en riesgo los medios de vida de las familias agricultoras en la Amazonia».
El 10 de enero, los pedidos de reconsideración presentados por las legisladoras Luque y Paredes dejaron de figurar en el expediente de la página web del Congreso, como si nunca se hubieran presentado. Ese mismo día, el actual presidente del Congreso de la República Alejandro Soto envió la autógrafa con la firma de Alejandro Soto y Waldemar Cerrón al despacho presidencial ordenando su publicación y entrada en vigor, sin respetar los pedidos de reconsideración admitidos anteriormente. El 10 de enero de 2024 la ley se publicó en el diario oficial El Peruano. Estaba pendiente la votación de dos pedidos de reconsideración.

### Revisión del Tribunal Constitucional
En marzo de 2025, el Tribunal Constitucional declaró parcialmente anticonstitucional la Ley 31873, en concreto las disposiciones transitorias. Solo se permitió una parte relacionada con la masa boscosa y la clasificación de bosques, que pasó a manos del Ministerio de Desarrollo Agrario y Riego.

## Objetivos de la ley
El objetivo de la ley es modificar los artículos 29 y 33 de la Ley forestal y de fauna silvestre (ley n.º 29763) del 22 de julio de 2011. 

### Artículo 29
En la ley n.º 29763 de 2011, el artículo 29 se establecía que la asignación de bosques de producción permanente eran competencia del Ministerio del Ambiente; ahora con la modificación, se ha derivado esta competencia al Ministerio de Desarrollo Agrario y Riego:

los bosques de producción permanente se establecen por resolución ministerial, del Ministerio de Desarrollo Agrario y Riego, a propuesta del SERFOR, sobre bosques de categorías 1 y II de la zonificación forestal, con fines de producción permanente de madera y otros productos forestales diferentes a la madera, así como de fauna silvestre y la provisión de servicios de los ecosistemas.

### Artículo 33
En la ley n.º 29763 de 2011, el artículo 33 establecía que la aprobación de la zonificación forestal estaba a cargo del Ministerio del Ambiente y con la modificación, en adelante deberá ser aprobada por el Ministerio de Desarrollo Agrario y Riego:

La zonificación forestal es aprobada mediante resolución ministerial del Ministerio de Desarrollo Agrario y Riego, a propuesta del Servicio Nacional Forestal y de Fauna Silvestre (SERFOR) en base al expediente técnico elaborado por el Gobierno Regional y con opinión previa del Ministerio del Ambiente.

### Disposición Complementaria Transitoria
En su primera Disposición Complementaria Transitoria suspende «la obligatoriedad de exigir la Zonificación Forestal como requisito para el otorgamiento de títulos habilitantes».

## Críticas a la ley
Diversas organizaciones, comunidades nativas, ONG ambientalistas y gobiernos regionales como el de Huánuco y el de San Martín, han criticado a la modificatoria argumentando que:
- Facilita la apropiación de tierras sin control ya que la norma suspende la zonificación forestal como requisito previo para otorgar títulos habilitantes[17]
- Promueven la conflictividad y las actividades delictivas[19]
- Pone en riesgo los medios de vida de las familias agricultoras en la Amazonía.[20]

- Amenaza las exportaciones peruanas de productos como café y cacao[19]

### No fue consultada con pueblos indígenas
Pese a afectar sus territorios, la modificatoria no fue consultada con pueblos indígenas. Esto representa una violación a los derechos de los pueblos indígenas, establecidos en normativas internacionales y nacionales, como el Convenio 169 de la OIT y la Ley de consulta previa.

### Promueve la deforestación
Alienta la deforestación y degradación de los bosques de la Amazonía.  La Ley 31973, al eliminar el procedimiento de clasificación de tierras por su capacidad de uso mayor (CTCUM) sin incluir una alternativa técnica para priorizar el mejor uso del suelo y proteger los bosques, promueve la deforestación.

### Fomenta la impunidad
Se ha argumentado que las modificatorias y disposición complementaria establecidas en la Ley n.° 31973 fomenta la impunidad al beneficiar a compañías y agrupaciones religiosas que enfrentan procesos judiciales y sancionadores por delito de deforestación masiva. De acuerdo a una investigación realizada por Convoca.pe, la promulgación de la ley «debilita los procesos judiciales y sancionadores que enfrentan diversas empresas en el sistema de justicia y en entidades fiscalizadoras por la deforestación de más de 53 mil hectáreas de bosques que fueron transformados ilegalmente en plantaciones de palma, cacao, maíz, entre otros cultivos».
Las disposiciones podrían causar el archivo de casi 1300 procesos fiscales y judiciales en curso por delitos asociados a la deforestación. Dentro de las empresas con expedientes y denuncias por delito de deforestación masiva en la Amazonía, se encuentran Ocho Sur y Tamshi del Grupo Melka, Palmas de Shanusi del Grupo Romero, Reforestadora Inca (REFINCA) del empresario Samuel Dyer. También se encuentran con denuncias agrupaciones religiosas como los menonitas de la selva y la Asociación Evangélica de la Misión Israelita del Nuevo Pacto Universal.

## Reacciones

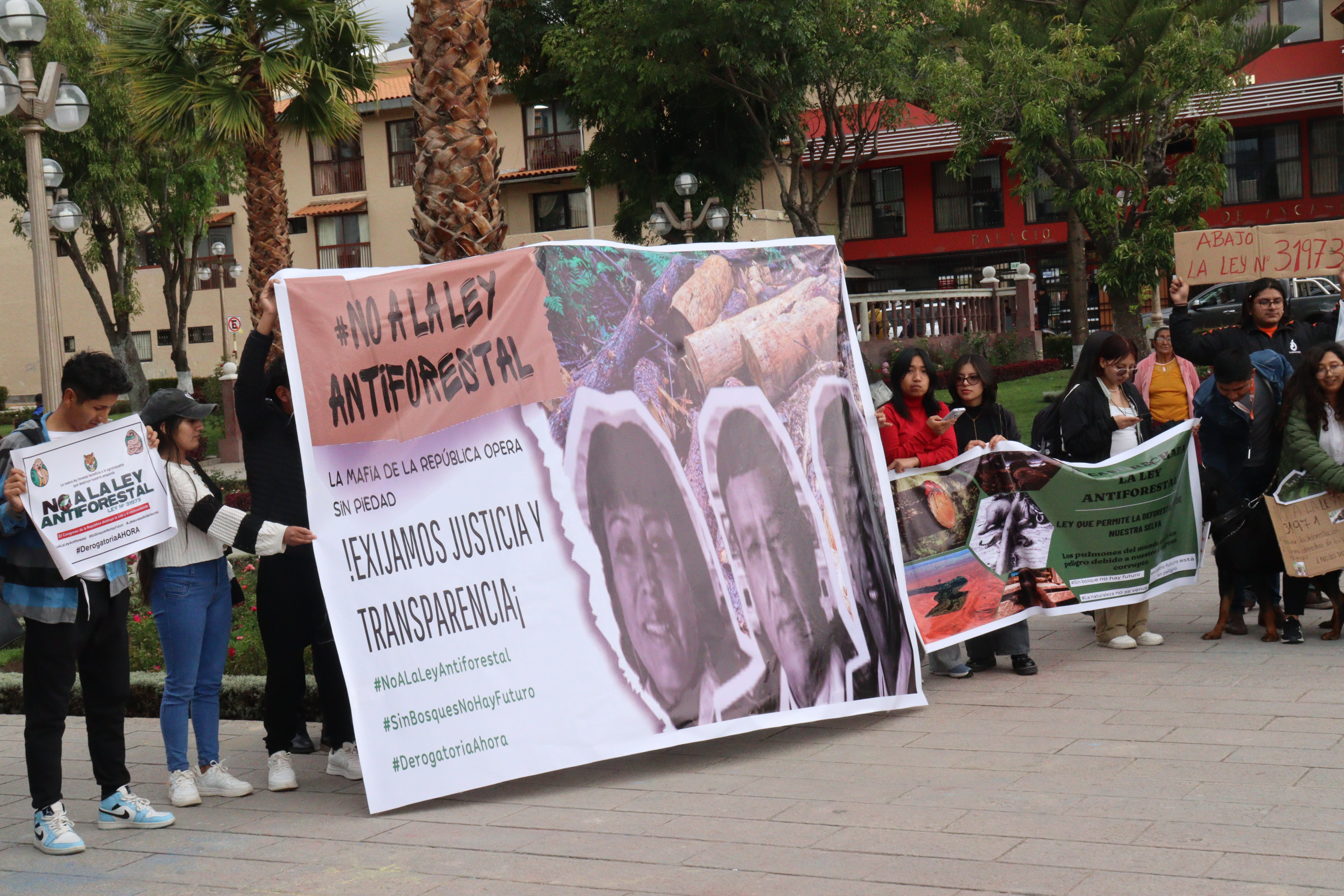
Cartel en plantón del 6 de marzo en Huaraz

### 2024

#### Enero
El exministro del Interior, Walter Albán, cuestionó al Congreso, por promulgar, por insistencia, la norma y calificó como un escándalo que el Pleno no haya sometido a debate las reconsideraciones presentadas por las legisladoras Ruth Luque y Susel Paredes.
El apu Julio Cusurichi, líder del pueblo indígena shipibo y representante de la Asociación Interétnica de Desarrollo de la Selva Peruana (AIDESEP) declaró que «Nosotros vemos que esta ley está hecha para las grandes industrias que van a validar la invasión de estos territorios nuestros».
El 13 de enero, la Nación Wampis a través de una carta abierta expresó su rechazo a la modificación en la Ley Forestal.
Las embajadas de Noruega, Inglaterra, Canadá y Alemania han emitido un pronunciamiento conjunto señalando que la ley perjudicaría la conservación de la amazonía y alienta las actividades delictivas en territorios indígenas. La Conferencia Eclesial de la Amazonía (CEAMA) calificó la aprobación de esta ley como «un retroceso significativo en la lucha contra la deforestación».
El 15 de enero, el especialista en temas ambientales, el ingeniero y profesor Marc Dourojeanni, expresó lo siguiente sobre la modificatoria:

Esa modificación va a provocar un caos en la gestión de los bosques del Perú y, sin duda, una aceleración de la deforestación, precisamente contra la corriente mundial en estos días de preocupación extrema por el cambio climático. Nuestra reputación de país poco serio aumentará mucho

El 25 de enero se realizó una marcha pacífica desde el Parque Universitario hasta el frontis del Congreso de la República. La marcha congregó colectivos y movimientos ambientalistas, organizaciones indígenas, de la sociedad civil y ciudadanos. La marcha y plantó fue convocado por el Centro Federado de Ciencias Forestales de la Universidad Nacional Agraria La Molina (UNALM), el colectivo Viernes por el Futuro, la Red Universitaria Ambiental Perú (RUA Perú) y la Articulación de Activistas Ambientales.
De acuerdo al abogado especializado en delitos ambientales César Ipenza, la «disposición complementaria final habilita la creación de “áreas de exclusión para fines agropecuarios”, que no requerirán pasar por una clasificación por su capacidad de uso mayor, ni cumplir los requisitos exigidos en el artículo 38 de la Ley Forestal».

#### Febrero
La exministra del Ambiente Lucía Ruiz Ostoic afirmó que a partir de esta modificación se vulneran los derechos de comunidades nativas y facilita actividades ilegales existentes en el país como el tráfico de tierras, la deforestación y las economías ilícitas en el país.
El 4 de febrero la Nación Shawi celebró su primera cumbre con sus siete organizaciones de base y expresó su rechazo a la Ley n.° 31973.
Para CEPES RURAL, en un comunicado el 9 de febrero de 2024, la Ley n.° 31973 debe ser derogada o declarada inconstitucional para dar paso en el corto plazo a un proceso de perfeccionamiento de la Ley forestal y de fauna silvestre y normas conexas.
El 15 de febrero el Colegio de Antropólogos del Perú se pronunció en contra de la Ley Antiforestal destacando que atenta contra los frágiles ecosistemas, la diversidad biológica y cultural de la Amazonía peruana.
El 28 de febrero, el Gobierno Regional de Huánuco rechazó la Ley n.° 31973 y pidió su derogación en un comunicado oficial. En este expresó su «preocupación porque esta norma fue aprobada por insistencia, sin un debido debate, con una premura injustificada y con ausencia de principales actores como los gobiernos regionales, sin haber practicado la consulta previa a los pueblos indígenas que habitan las zonas de repercusión de la norma como lo exige el Convenio 169 de la Organización Internacional del Trabajo (OIT)».

#### Marzo
El 1 de marzo se publicó en la revista científica Science una carta en inglés firmada por 25 investigadores de todo el mundo señalando que la modificatoria establecida en la Ley n.° 31973 «elimina los obstáculos para la deforestación al facilitar los cambios de zonificación en los bosques y los organismos reguladores de estos». Los científicos firmantes pertenecen a 20 distintas instituciones de diversos país, como el Royal Britanic Gardens Kew, la Universidad de Marburgo, Universidad Católica de Lovaina, Universidad de Texas; así como las nacionales Universidad Nacional Mayor de San Marcos, la Universidad Nacional Amazónica de Madre de Dios, el Área de conservación privada Panguana y la Universidad Nacional de Jaén.
El 6 de marzo se realizaron marchas y plantones exigiendo la derogatoria de la Ley Antiforestal en ciudades de al menos 17 regiones del país, como Áncash, Arequipa, Ayacucho, Cusco, Huánuco, Ica, Junín, La Libertad, Lambayeque, Lima, Loreto, Madre de Dios, Piura, Puno, San Martín, Ucayali y Tacna. En Lima, la marcha partió desde el parque Universitario y marcharon pacíficamente hasta el cruce de la av. Abancay con el jr. Junín, frente al Congreso de la República llevando pancartas y cantando arengas. En Huancayo, el cardenal Pedro Barreto se sumó al plantón de protesta en contra de la Ley Antiforestal en la plaza de la Constitución.

#### Abril
El 9 de abril, durante la decimoctava sesión de la Comisión de Pueblos Andinos, Amazónicos y Afroperuanos, Ambiente y Ecología se aprobó el dictamen que plantea la derogación de la ley 31973, con una votación de 10 votos a favor, cero en contra y cuatro abstenciones. Se argumentó a favor de la derogación por las siguientes razones:
- Incumplimiento de la consulta previa

- Impunidad en crímenes forestales

- Pone en mayor riesgo a los pueblos indígenas

- No atiende las demandas de los pequeños agricultores

- No responde al reglamento de la UE

El 10 de abril, el Tribunal Constitucional, con la firma de los 7 magistrados, admitió a trámite la demanda de inconstitucionalidad interpuesta por el Gobierno Regional de San Martín contra la ley 31973. A los representantes del Congreso de la República se les dio un plazo de 30 días hábiles para que se apersonen al proceso y contesten la demanda. La demanda presentada por el gobierno regional sostiene que la aprobación de la ley 31973 incumple disposiciones constitucionales y tratados internacionales que tienen rango constitucional. Asimismo, en la demanda se argumenta que para aprobar dicha norma no se realizó la consulta previa a los pueblos indígenas y que se vulnera los principios relacionados con el régimen forestal y el deber de conservar un ambiente equilibrado establecidos en los artículos 67, 68 y 69 de la constitución política del país.

#### Julio
El 2 de julio el Tribunal Constitucional admitió la demanda interpuesta por el Colegio de Sociólogos de Lima y Callao. El 4 de julio el TC también admitió la demanda interpuesta por el Colegio de Abogados de Lambayeque (ICAL).

#### Septiembre
A mediados de septiembre, un movimiento ciudadano presentó más de 33 000 firmas demandando la derogación de la «Ley Antiforestal». Esta solicitud contó con el respaldo de congresistas y organizaciones civiles, quienes reclamaron acciones inmediatas ante los incendios forestales ocurridos en los últimos meses.

### 2025

#### Marzo
A través de un comunicado del 17 de marzo, el Tribunal Constitucional de Perú declaró inconstitucionales dos disposiciones transitorias de la Ley 31973, por considerar que son «una amenaza para los recursos forestales y la de fauna silvestre»:
- la primera disposición es inconstitucional porque «admite el aprovechamiento de los recursos naturales incumpliendo con las obligaciones estatales sobre la preservación del ambiente y la promoción del uso sostenible de los recursos naturales», y
- la segunda por «porque contiene una prohibición aplicable a las áreas en trámite de reconocimiento, titulación o ampliación por parte de comunidades campesinas y nativas, así como a pueblos en aislamiento voluntario o en contacto inicial».